# 哥本哈根動物園
哥本哈根動物園（丹麥語：København Zoo）是位於丹麥首都哥本哈根的一座動物園，成立於1859年，是歐洲歷史最古老的動物園之一，面積11公頃（27英畝），和腓特烈斯貝花園相鄰。2008年，有1,161,388名遊客參觀了哥本哈根動物園，使得哥本哈根動物園成為丹麥遊客數第四多的遊樂設施。

## 外部連結
- 官方网站